# 생베르나르 고개의 나폴레옹
〈생 베르나르 고개의 나폴레옹〉(Napoleon at the Saint-Bernard Pass, 프랑스어: Le Premier Consul franchissant les Alpes au col du Grand Saint-Bernard로 등재됨)은 프랑스 화가 자크 루이 다비드가 1801년부터 1805년 사이에 그린 나폴레옹 보나파르트의 승마 초상화 5점 시리즈이다. 〈알프스를 건너는 나폴레옹〉(Napoleon Crossing the Alps) 또는 〈알프스를 건너는 보나파르트〉(Bonaparte Crossing the Alps)라고도 불린다. 처음에는 스페인 국왕이 의뢰한 이 작품은 나폴레옹과 그의 군대가 1800년 5월 그랑 생베르나르 고개를 통과해 알프스산맥을 넘어간 실제 횡단에 대한 매우 이상적인 시각을 보여준다.
이 작품은 나폴레옹의 가장 일반적으로 재현된 이미지 중 하나가 되었다.

## 배경

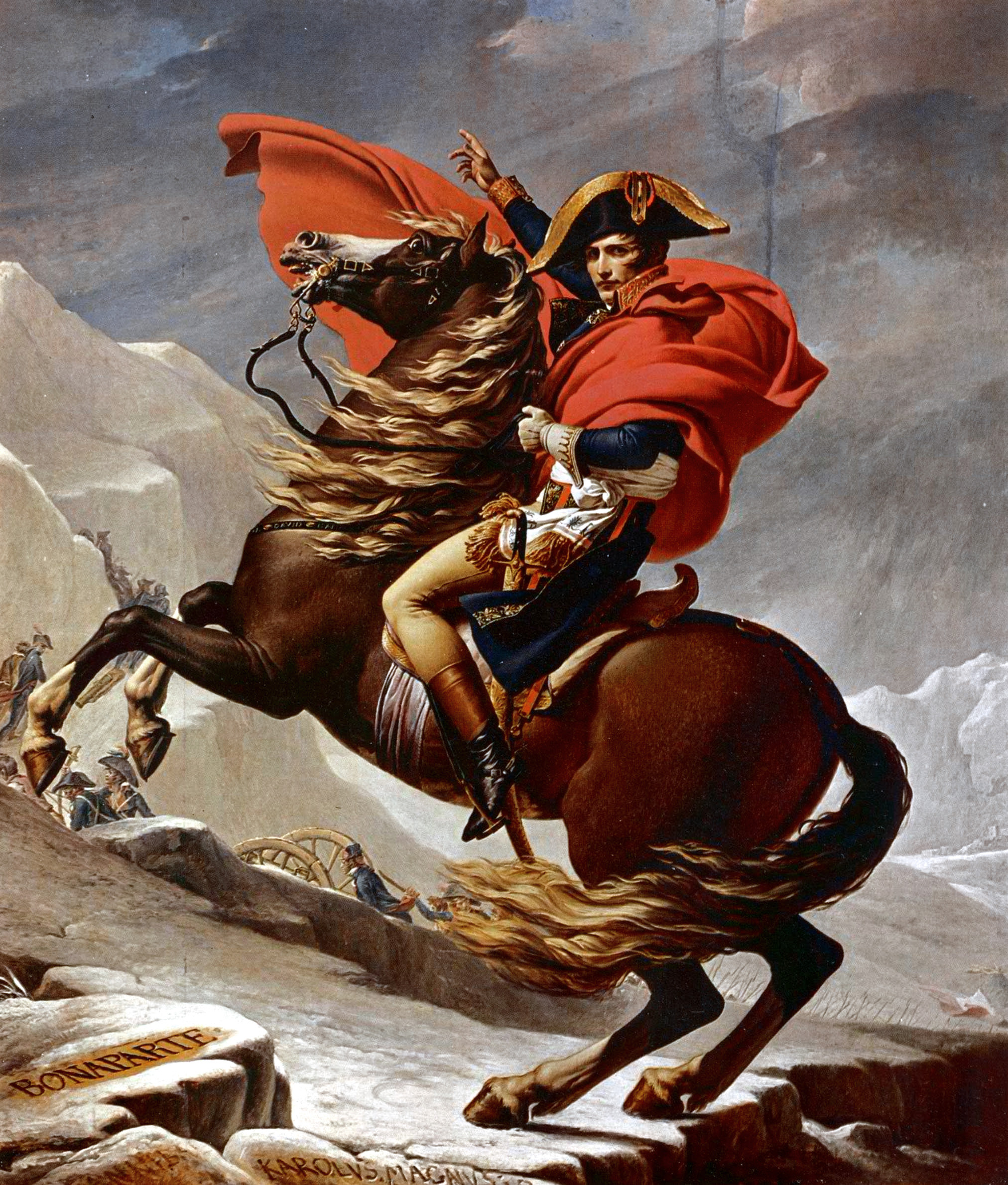
샤를로텐부르크성의 두 번째 판 회화

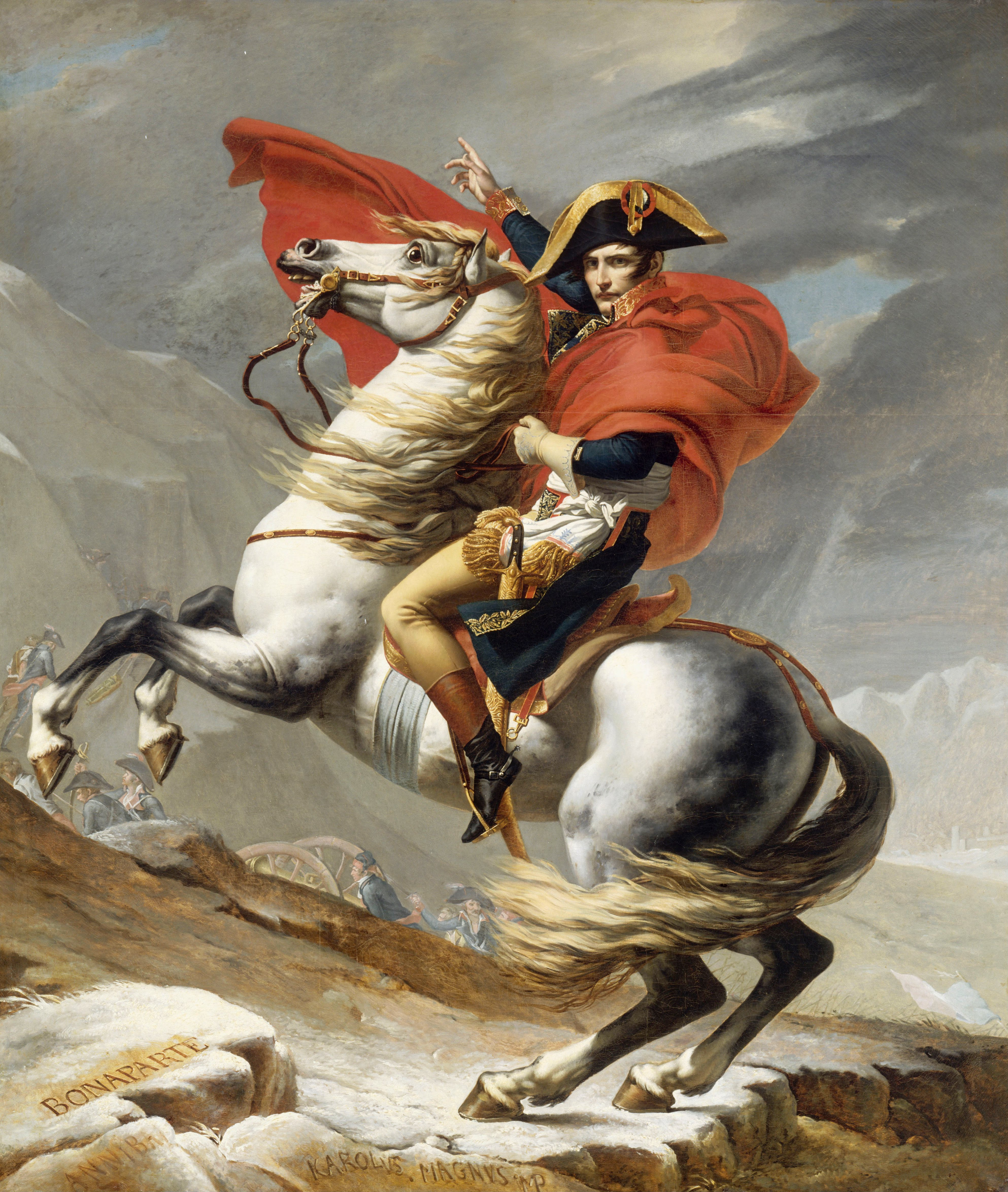
베르사유궁의 첫 판 회화

1799년 11월 9일 브뤼메르 18차 동안 프랑스에서 권력을 잡은 나폴레옹은 이탈리아로 돌아가 프랑스 군대를 지원하고, 이전 몇 년 동안 오스트리아군이 점령한 영토를 탈환하기로 결정했다. 1800년 봄에 그는 예비군을 이끌고 그랑 생베르나르 고개를 통해 알프스를 가로질러 갔다. 미하엘 폰 멜라스 휘하의 오스트리아군은 제노바의 마세나를 포위하고 있었다. 그리고 나폴레옹은 알파인 횡단 루트를 택함으로써 놀라움의 요소를 얻기를 희망했다. 나폴레옹의 군대가 도착했을 때, 제노바는 함락되었다. 그러나 그는 오스트리아군이 재편성하기 전에 교전하기를 희망하면서 앞으로 나아갔다. 예비군은 6월 9일 몬테벨로에서 전투를 벌여 결국 마렝고 전투에서 결정적인 승리를 거두었다.
나폴레옹이 제1집정관에 임명되고, 프랑스가 이탈리아에서 승리를 거두면서 스페인의 카를로스 4세와의 화해가 이루어졌다. 외교 관계를 회복하기 위한 회담이 진행되는 동안 전통적인 선물 교환이 이루어졌다. 카를로스는 베르사유에서 제조한 권총, 최고의 파리 양장점의 드레스, 여왕을 위한 보석, 새로 재임명된 마누엘 고도이 총리를 위한 고급 갑옷 세트를 받았다. 그 대가로 나폴레옹은 왕실 마구간에서 16마리의 스페인 말, 고야는 왕과 왕비의 초상화, 그리고 다비드에게 의뢰한 초상화를 제공받았다. 주스페인 프랑스 대사 샤를 장 마리 알퀴에는 카를로스를 대신하여 다비드에게 원본 그림을 요청했다. 이 초상화는 두 나라 사이의 새로운 관계의 표시로 마드리드 왕궁에 걸려야 했다. 혁명의 열렬한 지지자였으나, 그의 열의를 새로운 영사관으로 옮겼던 다비드는 의뢰를 받기를 열망했다.
요청을 알게 된 보나파르트는 다비드에게 3개의 추가 버전을 제작하도록 지시했다. 하나는 생클루성에, 하나는 레 앵발리드 도서관, 세 번째는 치살피나 공화국의 수도인 밀라노 왕궁이다. 다섯 번째 버전은 다비드가 제작했으며, 죽을 때까지 다양한 작업장에서 유지되었다.

### 다섯 작품의 역사
원래 그림은 1812년까지 레알 마드리드에 남아 있었는데, 그때 요제프 보나파르트가 스페인 왕으로 퇴위한 후 가져갔다. 그는 미국으로 망명할 때 그것을 가지고 갔고, 뉴저지주 보든타운 근처의 포인트 브리즈(Point Breeze) 사유지에 걸려 있었다. 이 그림은 1949년까지 그의 후손을 통해 전해졌으며, 그의 증조손녀인 외제니 보나파르트가 이 그림을 말메종성 박물관에 기증했다.
1801년부터 생클루성에 제공될 판은 1814년 폰 블뤼허 휘하의 프로이센 군인에 의해 제거되어 프로이센의 프리드리히 빌헬름 3세 왕에게 주었다. 그것은 지금 베를린의 샤를로텐부르크궁전에서 전시된다.
레앙발리드(Les Invalides)의 1802년 사본은 1814년 부르봉 왕정복고에서 내려져 보관되었다. 그러나 1837년 루이 필리프의 명령에 따라 베르사유 궁전의 새로 선언된 박물관에 다시 걸려 현재까지 남아 있다.
1803년 버전은 밀라노로 배달되었지만, 1816년 오스트리아군에 의해 압수되었다. 밀라노 사람들은 그것을 포기하기를 거부했고 1825년까지 도시에 남아 있었다. 마침내 1834년에 비엔나의 벨베데레에 설치되었다. 그것은 오늘날 오스트리아 벨베데레 갤러리(Österreichische Galerie Belvedere) 컬렉션의 일부로 그곳에 남아 있다.
다비드가 1825년 죽을 때까지 보관한 버전은 1846년 바자르 본 누벨(Bazar Bonne-Nouvelle)에서 전시되었다. (보들레르가 언급한 곳) 1850년에 그것은 다비드의 딸 폴린 제낭(Pauline Jeanin)에 의해 미래의 나폴레옹 3세에게 제공되었으며, 튈르리 궁전에 설치되었다. 1979년 베르사유 궁전 박물관에 기증되었다.

## 같이 보기
- 알프스를 넘는 보나파르트